# Pünkösti Andor
Pünkösti Andor (Kassa, 1892. október 31. – Budapest, 1944. július 12.) magyar színikritikus, író, újságíró, rendező, színházigazgató.

## Életpályája
Pünkösti Ferenc (1844–1935) műszaki főtanácsos és Jakabházy Erzsébet gyermekeként született. Apai nagyszülei Pünkösti Mózes és Barabás Karolina voltak. Egyetemi tanulmányait Budapesten és Münchenben végezte el. 1914–1918 között katonatiszt volt; maradandó sérüléseket szerzett. 1918–1941 között Az Újság című napilap munkatársa volt. 1920-ban Budapesten, a Terézvárosban házasságot kötött Fischer János és Auspitz Berta lányával, Erzsébettel. 1923-ban kezdeményezésére megalakult a Budapesti Színikritikusok Szindikátusa, melynek főtitkára volt. 1922–1923 között az Írók Bemutató Színházát vezette. 1929-ben a Pesti Magyar Színház művészeti igazgatója volt, valamint az Országos Kamara Színház munkatársa lett. 1932–1933 között a Műhely csoportot vezette Tábori Pállal. 1934-ben az Új Thália alapító tagja volt. 1935-től az Országos Színészegyesület színiiskolájában tanított. 1935 után a Nemzeti Színházban, a Belvárosi Színházban és a Művész Színházban volt rendező. 1939-től a Művész Színház igazgatója volt. 1939–1944 között a Magyar Színpad című műsorújság szerkesztője volt. 1941–1944 között a Madách Színház igazgatója volt. A színház 1942. január 23-án Felkai Ferenc: Nero című drámáját adta elő. A színházak felügyeletével megbízott kapitány körülbelül a századik előadás után beidézte, és figyelmeztette, hogy Nero az tulajdonképpen Hitler. 
Kapitány úr, aki azt állítja, hogy Nero egyenlő Hitlerrel, azt máris csukassák le. Felkai egy skizofréniás, perverz szadistáról írt drámát, és nem egy ma élő politikusról. Aki összehasonlítja, magára vessen.
1944. július 9-én öngyilkosságot kísérelt meg altatószer-mérgezés által, s három nap múlva meghalt.
Sírja a Farkasréti temetőben található. 1976-ban sírja fölé emlékművet állítottak.

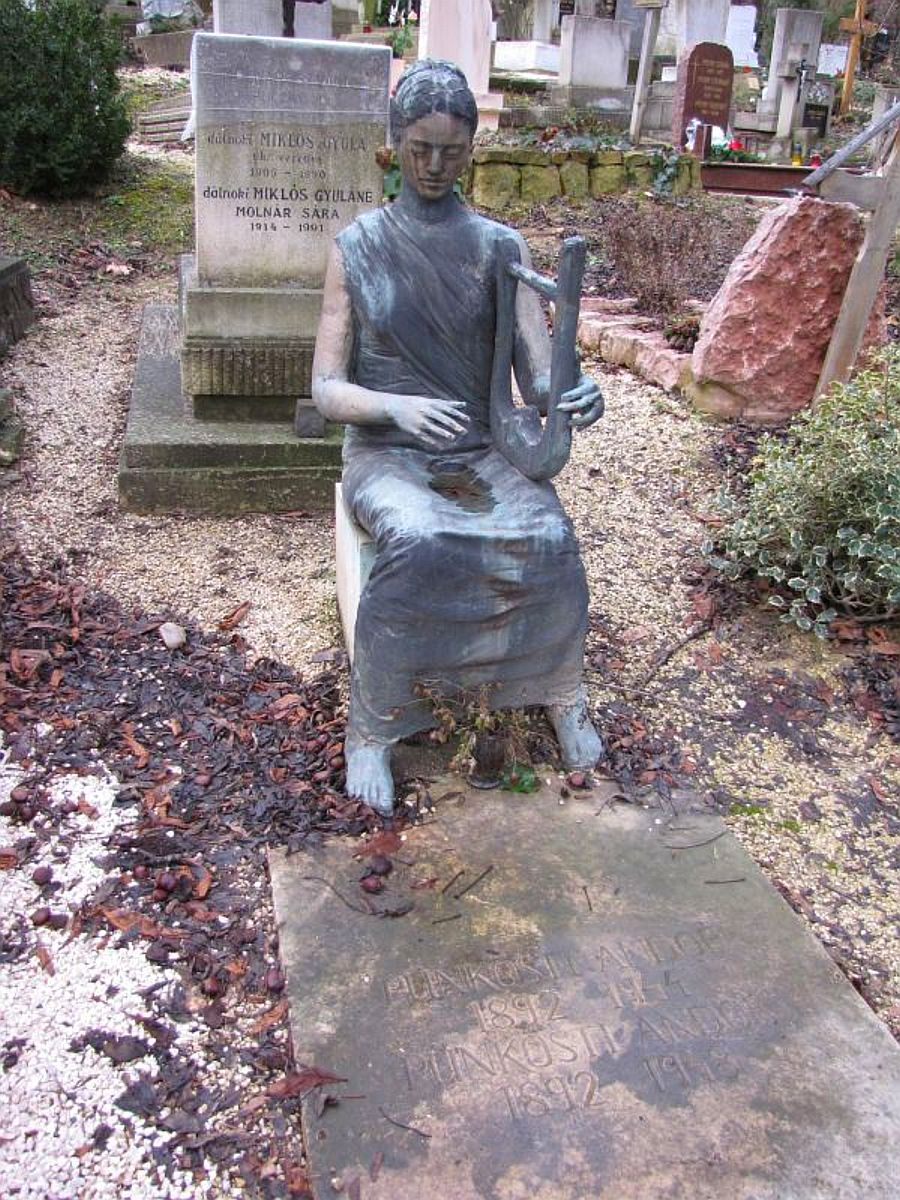
Sírja a Farkasréti temetőben (19/1-1-20). Alkotó: Konyorcsik János, 1975

## Színházi munkái
A Színházi Adattárban regisztrált bemutatóinak száma: szerzőként: 1; műfordítóként: 4; rendezőként: 4.

### Szerzőként
- Három narancs szerelme (1940)

### Műfordítóként
- Galsworthy: Életre-halálra (1928)
- Jesse-Tennyson-Harwood: A pelikán (1934)
- Mouézy-Éon-Mirande: Párizsi expressz (1943)
- Carlo Goldoni: Hazug (1952)

### Rendezőként
- Carlo Goldoni: A hazug (1935)
- Tamási Áron: Énekes madár (1939)
- Gozzi: Három narancs szerelme (1940)
- Tamási Áron: Vitéz lélek (1941)

## Egyéb színházi rendezései
- Shaw: Az ördög cimborája
- Crawford: Udvari páholy
- Molnár Ferenc: Liliom
- Móricz Zsigmond: Kismadár
- Pirandello: IV. Henrik
- Felkai Ferenc: Néró
- Molière: A képzelt beteg
- William Shakespeare: Hamlet

## Filmjei
- Álomsárkány (1939)
- Elkésett levél (1940)
- Erzsébet királyné (1940)
- Bűnös vagyok (1941)

## Művei
- Bus Péter csodálatos kardja (regény, 1921)
- Bárczay Bella a szeretőm (regény, 1928)